# آموکسی‌سیلین
آموکسی‌سیلین (به انگلیسی: Amoxicillin) یکی از داروهای خانواده پنی سیلین‌ها و از دسته بتالاکتام‌ها است. این دارو یکی از مهمترین و پرمصرف‌ترین آنتی‌بیوتیک‌ های جهان است.

## مکانیسم اثر
این دارو با اتصال به پروتئین متصل شونده به پنی‌سیلین (PBP) باعث مهار ترانس پپتیدازها می‌شود و موجب ممانعت از ساخت پپتیدوگلیکان‌های دیواره سلولی باکتری و در نتیجه، تخریب دیواره سلولی باکتریایی می‌شود.
آموکلین به بتالاکتاماز حساس است. باکتری‌های تولیدکننده بتالاکتاماز در برابر آن مقاومند.

## اثر ضدمیکروبی
از این دارو در درمان بسیاری از عفونت‌ها مانند عفونت گوش میانی، سینوزیت، گلودرد استرپتوکوکی، پنومونی، عفونت‌های پوستی، عفونت‌های مجرای ادراری، بیماری لایم و عفونت‌های کلامیدیایی استفاده می‌شود. همچنین از آموکسی سیلین برای پیشگیری از اندوکاردیت قبل از دستکاری‌های دندانپزشکی (بطور مثال جراحی یا کشیدن دندان) در افراد مستعد (مانند افراد مبتلا به نارسایی دریچه‌های قلبی)، جلوگیری از عفونت پنوموکوکی در افراد بدون طحال، پیشگیری و درمان سیاه زخم نیز استفاده می‌شود. آموکسی سیلین بر بسیاری از باکتریهای گرم مثبت و گرم منفی‌ها مؤثر است. باکتری‌های گرم مثبت حساس شامل استرپتوکوک‌ها، پنوموکک، انتروکک فکالیس و گونه‌های استافیلوکوک غیرتولیدکننده بتالاکتاماز است. باکتری‌های گرم منفی حساس شامل هموفیلوس آنفلوانزا، نایسریا مننژیتیدیس، نایسریا گونوره‌آ، اشریشیا کلی، پروتئوس میرابیلیس و سالمونلا می‌باشند.
این دارو برای درمان جوش‌های چرک دار نیز مؤثر است.
آموکسی سیلین تری‌هیدرات به صورت کپسول، قرص، شربت و سوسپانسیون موجود است. همچنین نمک سدیم آن جهت تجویز به صورت تزریق داخل رگی تولید شده‌است. برخی از گونه‌های باکتریایی با تولید بتالاکتاماز به آموکسی سیلین مقاوم می‌شوند. برای غلبه بر گونه‌های تولیدکننده بتالاکتاماز، از کوآموکسی‌کلاو استفاده می‌شود که همراه با آموکسی سیلین مصرف می‌شود.

## عوارض جانبی
آموکسی سیلین همانند بقیه بتالاکتام‌ها، عوارضی مانند عوارض گوارشی، تهوع و استفراغ، اسهال و واکنش‌های حساسیتی است. نوع راش پوستی به شکل ماکولوپاپولر بوده و غیر آلرژیک می‌باشد و خاص آموکسی سیلین است. مصرف خود سرانه ان نیز می‌تواند باعث صدمه به کلیه‌ها گردد.

## نگارخانه

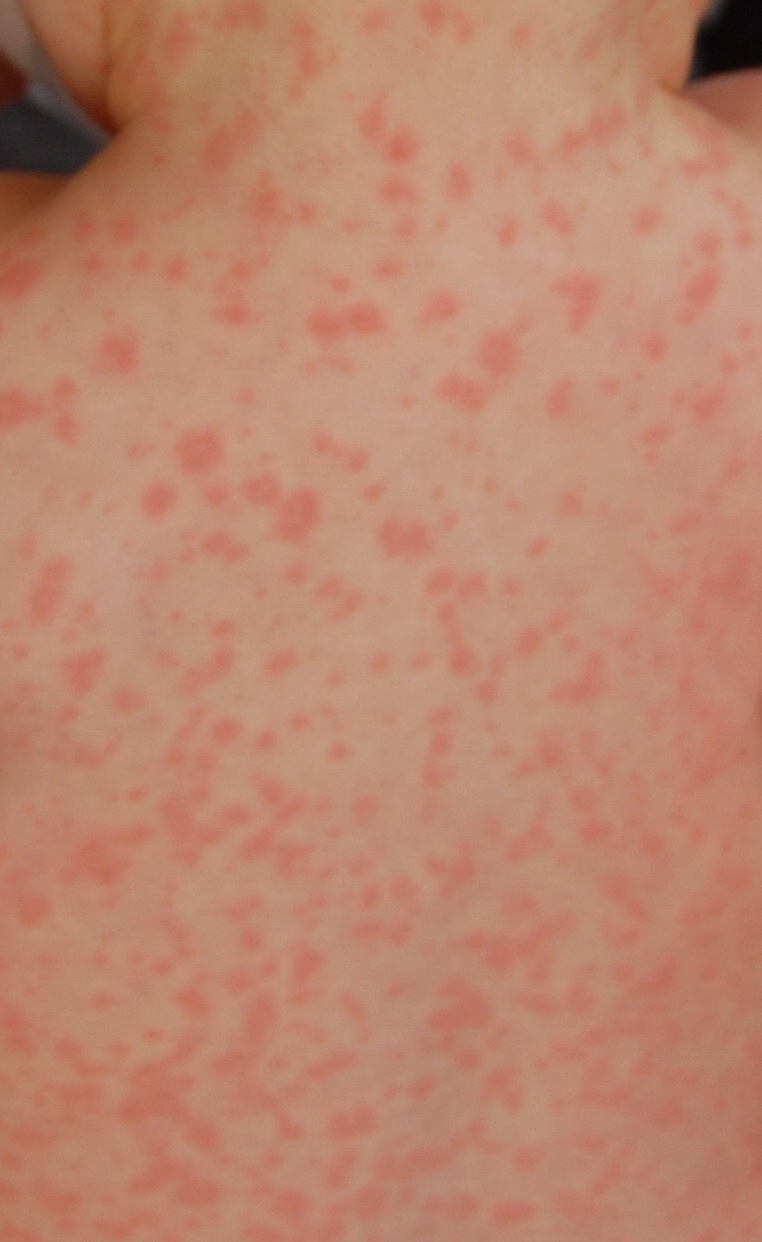
جوش غیرآلرژیک آموکسی‌سیلین هشت روز پس از نخستین دوز: این عکس ۲۴ ساعت پس از آغاز نخستین جوش گرفته شده‌است..
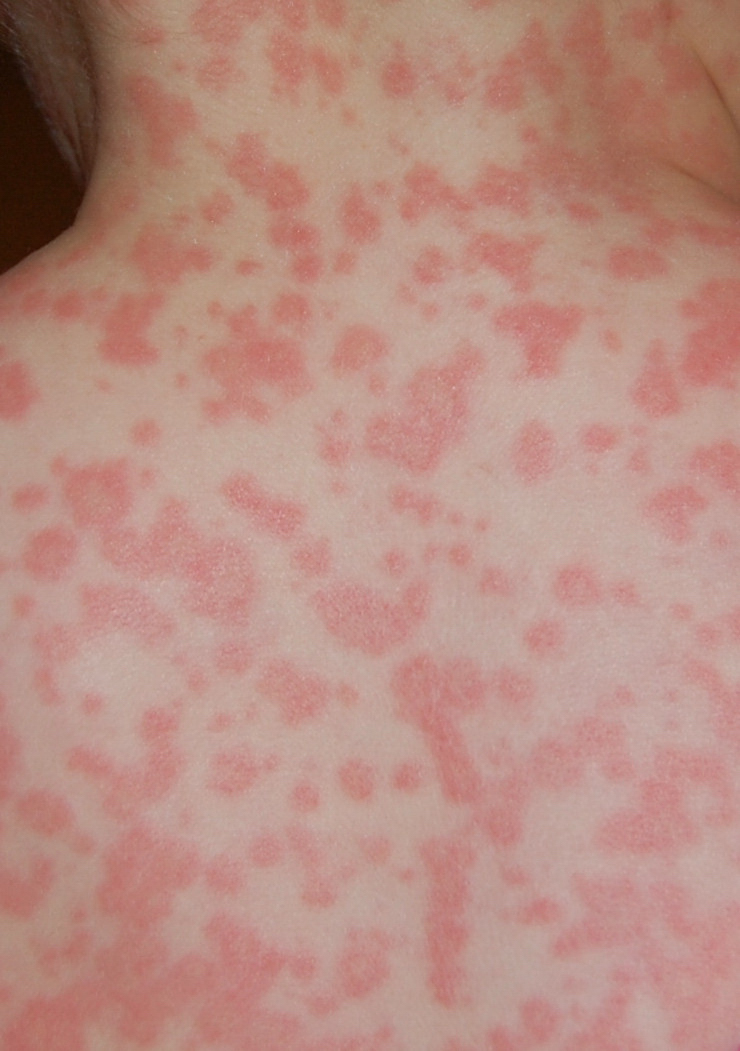
هشت ساعت پس از عکس اول، لکه های جداگانه رشد کرده و شروع به ادغام شدن می کنند.
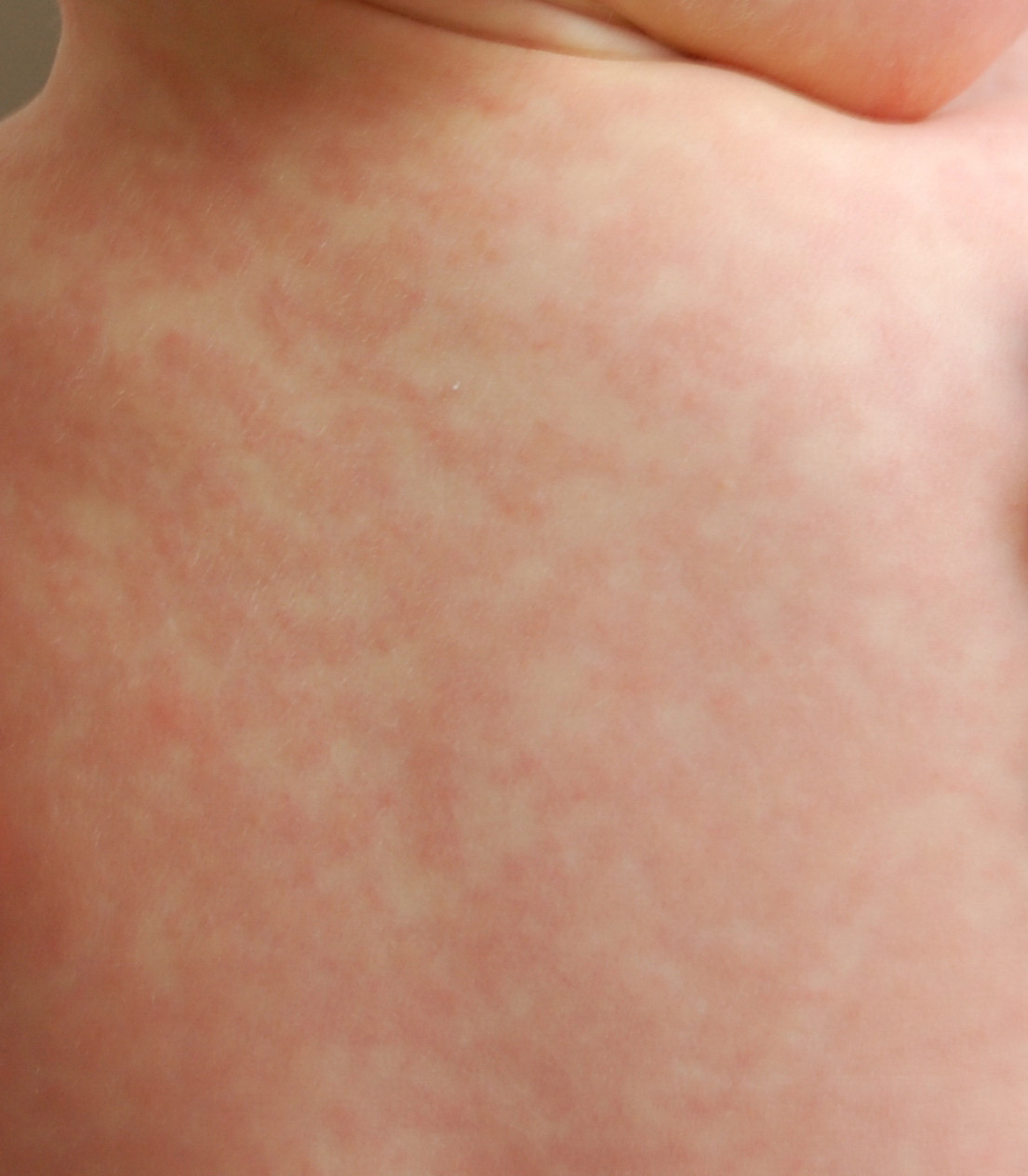
۲۳ ساعت پس از نخستین عکس جوش‌ها کم رنگ شدند.